# A Blaze in the Northern Sky
A Blaze in the Northern Sky (англ. Полум'я в північному небі) — другий студійний альбом норвезького блек-метал-гурту Darkthrone. Є першим записом гурту в стилі блек-метал  і вважається класикою в цьому жанрі. Це перший альбом із так званої «Безбожної Трійці» (з англ. Unholy Trinity) — альбомів A Blaze in the Northern Sky, Under a Funeral Moon (1993) і Transilvanian Hunger (1994)  . Останній альбом, записаний за участю басиста Дага Нільсена.

## Про альбом
Перший альбом Darkthrone, Soulside Journey 1991 року, був випущений у стилі шведського дез-металу. Після запису Soulside Journey гурт почав писати пісні з великою кількістю рис блек-металу, у підсумку записавши інструментальну демо-версію альбому Goatlord, який буде випущений як повноформатний реліз 1996 року.
Після запису Goatlord троє учасників гурту — Фенріз, Ноктюрно Культо та Зефірус — вирішили, що хочуть зосередитися на створенні блек-метал музики. Басисту Дагу Нільсену не сподобалося це зрушення у напрямі, і він залишив гурт. Проте він погодився записати свої басові партії для альбому як сесійного учасника. A Blaze in the Northern Sky був записаний у серпні 1991 року на студії Creative у Колботні; тієї ж студії, де гурт Mayhem записав свій міні-альбом Deathcrush. В інтерв'ю Фенріз сказав, що альбом був дещо "поспішним" і що в багатьох піснях «гітарні рифи дез-металу» виконані в «стилі блек-метал» .
Через раптовий перехід Darkthrone з дез-металу на блек-метал, лейбл Peaceville не захотів випускати альбом у тому вигляді, в якому він був. Шокований лейбл очікував, що гурт продовжить записувати дез-метал у дусі Soulside Journey. Peaceville погодилися випустити альбом тільки в тому випадку, якщо вони зможуть зробити ремікс, заявивши, що звук був «занадто слабким». Потім гурт пригрозив випустити його через Deathlike Silence Productions, лейбл звукозапису, що належить Ейстейну «Євронімусу» Ошету з Mayhem (якому присвячений альбом) . Тим не менш, Peaceville зрештою погодився випустити альбом у тому вигляді, в якому він був записаний.
Людина, яку можна бачити на обкладинці альбому — це гітарист Зефірус. У 2003 році альбом був перевиданий, а як бонус було додано відео-інтерв'ю з гуртом. У 2007 році ремастер-версія альбому була перевидана лейблом Black Metal Attack Records для Південної Африки. Перша композиція альбому під назвою Kathaarian Life Cod була використана в останній сцені фільму Демон-коханець 2002 року. Перше видання (1992 рік) диску було випущено в кількості 2000 примірників, а сам диск був білого кольору, друге видання (1992 р.) було видано у вигляді чорного диску.

## Прийом критиків
У своєму ретроспективному огляді альбому рецензент Едуардо Рівадавія з AllMusic дав максимальну оцінку альбому, назвавши його «класикою, чиї незаперечні стандарти lo-fi оживили б весь різновид блек-металу» . Рецензент Valefor із Metal Reviews написав, що він «стане втіленням справжнього Блек-металу […] сира продукція, прості рифи, без кольору на обкладинках альбомів… просто чисте заморожене зло» . Ченнінг Фрімен зі Sputnikmusic назвав альбом «тріумфальним«, зі збалансованим поєднанням »замороженої продукції та гортанних криків« і »почуття спільності» .
У 2009 році IGN включив Blaze in the Northern Sky до свого списку «10 великих альбомів блек-металу» , тоді як стаття 2007 року в журналі Decibel назвала його «першим по-справжньому блек-дез-метал альбомом» . Kerrang! назвав це «Темним вододілом для жанру блек-метал», а пісню «In the Shadow of the Horns» — «Сімома хвилинами зухвалого виробництва lo-fi, відмороженої мети і простоти тупої сили» .

## Список композицій
| #     | Назва                         | Тривалість |
| ----- | ----------------------------- | ---------- |
| 1.    | «Kathaarian Life Code»        | 10:39      |
| 2.    | «In the Shadow of the Horns»  | 7:01       |
| 3.    | «Paragon Belial»              | 5:24       |
| 4.    | «Where Cold Winds Blow»       | 7:26       |
| 5.    | «A Blaze in the Northern Sky» | 4:57       |
| 6.    | «The Pagan Winter»            | 6:35       |
| 42:02 |                               |            |

## Учасники запису
- Fenriz — ударні
- Nocturno Culto — вокал та гітара
- Zephyrous — гітара
- Даг Нільсен — сесійний бас